# Saison 11 d'Hercule Poirot
Chronologie
Saison 10 Saison 12
Cet article présente le guide des épisodes de la saison 11 de la série télévisée britannique Hercule Poirot (Agatha Christie's Poirot).

## Distribution
- David Suchet (VF : Roger Carel) : Hercule Poirot
- Zoë Wanamaker (VF : Christine Delaroche) : Ariadne Oliver
- David Yelland : George le valet

## Épisodes

### Épisode 1:Mrs McGinty est morte
- Royaume-Uni : 14 septembre 2008
- France : 8 juillet 2009 sur TMC

- Joe Absolom (James Bentley)
- Simon Molloy (juge du district)
- Richard Hope (Superintendant Spence)
- Sarah Smart (Maude)
- Raquel Cassidy (Maureen Summerhayes)
- Richard Dillane (Major Summerhayes)
- Simon Shepherd (Dr Rendell)
- Emma Amos (Bessie Burch)
- Billy Geraghty (Joe Burch)
- Ruth Gemmell (Miss Sweetiman)
- Mary Stockley (Eve Carpenter)
- Paul Rhys (Robin Upward)
- Siân Phillips (Mme Upward)
- Catherine Russell (Pamela Horsfall)
- Amanda Root (Mme Rendell)
- Richard Lintern (Guy Carpenter)

James Bentley est jugé coupable du meurtre de sa logeuse Mrs McGinty et est condamné à mort. Mais le Superintendant Spence a des doutes sur sa culpabilité et par précaution il appelle Poirot. Celui-ci accepte de mener une nouvelle enquête et croisera la route de son amie écrivain Ariadne Oliver, passant quelques jours en séance d'écriture avec un auteur de théâtre Robin Upward. Mais cette enquête n'est pas du goût à tout le monde.
- Evelyn Hope (alias Robin Upward) (meurtres)
- La femme du Dr Rendell (tentative de meurtre sur Hercule Poirot)

### Épisode 2:Le Chat et les Pigeons
- Royaume-Uni : 21 septembre 2008
- France : 15 juillet 2009 sur TMC

- Harriet Walter (Miss Bulstrode)
- Raji James (Prince Ali)
- Adam De Ville (Bob Rawlinson)
- Don Gallagher (M. Forbes)
- Georgie Glen (Mme Forbes)
- Georgia Cornick (Patricia Forbes)
- Carol MacReady (Miss Johnson)
- Claire Skinner (Miss Rich)
- Susan Wooldridge (Miss Chadwick)
- Natasha Little (Ann Shapland)
- Amara Karan (Princess Shaista)
- Adam Croasdell (Adam Goodman)
- Amanda Abbington (Miss Blake)
- Miranda Raison (Mlle Blanche)
- Elizabeth Berrington (Miss Springer)
- Jo Woodcock (Jennifer Sutcliffe)
- Lois Edmett (Julia Upjohn)
- Pippa Haywood (Mme Upjohn)
- Jane How (Lady Veronica)
- Katie Leung (Hsui Tai)
- Anton Lesser (inspecteur Kelsey)

Hercule Poirot est invité quelques jours dans le pensionnat de jeunes filles de Meadowbank pour remettre un prix et aider la directrice Miss Bulstrode à trouver la candidate idéale pour sa succession. Mais durant son séjour, la professeur de sport est assassinée. Une des élèves, Shaista, craint pour sa vie : elle est l'héritière du trône du Royaume de Ramat où un coup d'état vient d'avoir lieu. Alors que la réputation de l'école est enjeu, Poirot accepte de débusquer le coupable et comprend qu'il y a un chat parmi les pigeons. Poirot découvre qu'il y a un agent des services secrets infiltré en jardinier sur la piste des rubis.
- Ann Shapland (meurtres (dont celui de Miss Chadwick) et vol)
- Miss Chadwick (tentative de meurtre sur Miss Rich)

### Épisode 3:La Troisième Fille
- Royaume-Uni : 28 septembre 2008
- France : 22 juillet 2009 sur TMC

- Jemima Rooper (Norma Restarick)
- Clemency Burton-Hill (Claudia Reece-Holland)
- Matilda Sturridge (Frances Cary)
- Tom Mison (David Baker)
- John Warnaby (Inspecteur Nelson)
- Caroline O'Neill (Nanny Lavinia Seagram)
- James Wilby (Andrew Restarick)
- Peter Bowles (Sir Roderick Horsfield)
- Lucy Liemann (Sonia)
- Tim Stern (Alf Renny)
- Simon Hill (contrôleur du bus)
- Tessa Bell-Briggs (Daphne la serveuse)
- Ysobel Gonzalez (infirmière)
- Sean Kingsley (policier)
- Jade Longley (Norma Restarick jeune)
- Juliet Howland (Mary Restarick)
- Haydn Gwynne (Miss Battersby)

Norma Restarick, une connaissance d'Ariadne Oliver, rend visite à Poirot pour lui demander de l'aide : elle pense avoir commis un meurtre. Mais finalement elle juge Poirot trop vieux et s'enfuit. Piqué au vif, celui-ci décide de rendre visite à Ariadne et apprend que celle-ci est une de ses trois voisines qui vivent en colocation. Tous deux découvrent que la police enquête sur la mort d'une personne âgée dans l'immeuble et le détective découvre que la victime était l'ancienne nounou de Norma. Poirot commence son enquête. Le détective part à la rencontre du père de Norma et celui-ci lui apprend qu'il a quitté sa famille quand elle était petite et celle-ci a assisté au suicide de sa mère, ce qui l'a gravement marquée. Pendant ce temps, Ariadne trouve une lettre cachée dans l'appartement de la victime destinée à la police et se met à prendre Norma, puis Robin en filature. Après une filature désastreuse, elle est assommée et la lettre a disparu.
- Frances Cary (avec la complicité de Robert Orwell alias Andrew Restarick) : meurtre de Nanny Lavinia Seagram, tentative de meurtre sur Norma Restarick et agression sur Ariadne Olliver
- Robert Orwell (alias Andrew Restarick) : usurpation d'identité (et meurtre d'Andrew Restarick ?)

### Épisode 4:Rendez-vous avec la mort
- Royaume-Uni : 25 décembre 2009
- France : 29 juillet 2009 sur TMC

- Tim Curry (VF : Vincent Grass) : Lord Boynton
- Jawad Elalami : un manœuvre
- Christina Cole : Dr Sarah King
- Tom Riley : Raymond Boynton
- Cheryl Campbell : Lady Boynton
- Zoe Boyle : Jinny Boynton
- Emma Cunniffe : Carol Boynton
- Angela Pleasence : la nounou
- Abdelkader Aizoun : Concierge
- Paul Freeman (VF : Marc Cassot) : Colonel Carbury
- Beth Goddard (VF : Véronique Soufflet) : Sœur Agnieszka
- Christian McKay (VF : Jérôme Rebbot) : Jefferson Cope
- Mark Gatiss (VF : Patrick Osmond) : Leonard Boynton
- Badri Mansour : le chauffeur de taxi
- John Hannah (VF : Georges Caudron) : Dr Gerard
- Zakaria Atifi : Mahmoud
- Elizabeth McGovern : Dame Celia Westholme

En vacances, Poirot assiste aux fouilles archéologiques de Lord Boynton qui est proche d'une grande découverte en Syrie. Il fait la connaissance de la nouvelle Lady Boynton, une femme tyrannique envers tout son entourage. Lord Boynton montre à Poirot sa découverte qui évoque la légende du Rendez-vous avec la Mort. Après cela, alors que Lord Boynton continue les fouilles avec son fils, le reste du monde part en expédition. Mais le Docteur Gerard, malade, retourne au site. Au retour de l'expédition, Lady Boynton est retrouvée morte sans traces de violence. Poirot se charge de l'enquête et retrouve des traces de cire autour de la scène du crime.
- Dr Gerard et Dame Celia Westholme : meurtres
- Sœur Agnieszka : agression et traite des blanches
- Jefferson Cope : escroquerie contre Lady Boynton
- Leonard Boynton : escroquerie et contrefaçon